# Emmenhausen (Waal)
Emmenhausen ist ein Gemeindeteil des Marktes Waal im Landkreis Ostallgäu (Schwaben, Bayern). Der Gemeindeteil hatte am 1. März 2022 269 Einwohner.

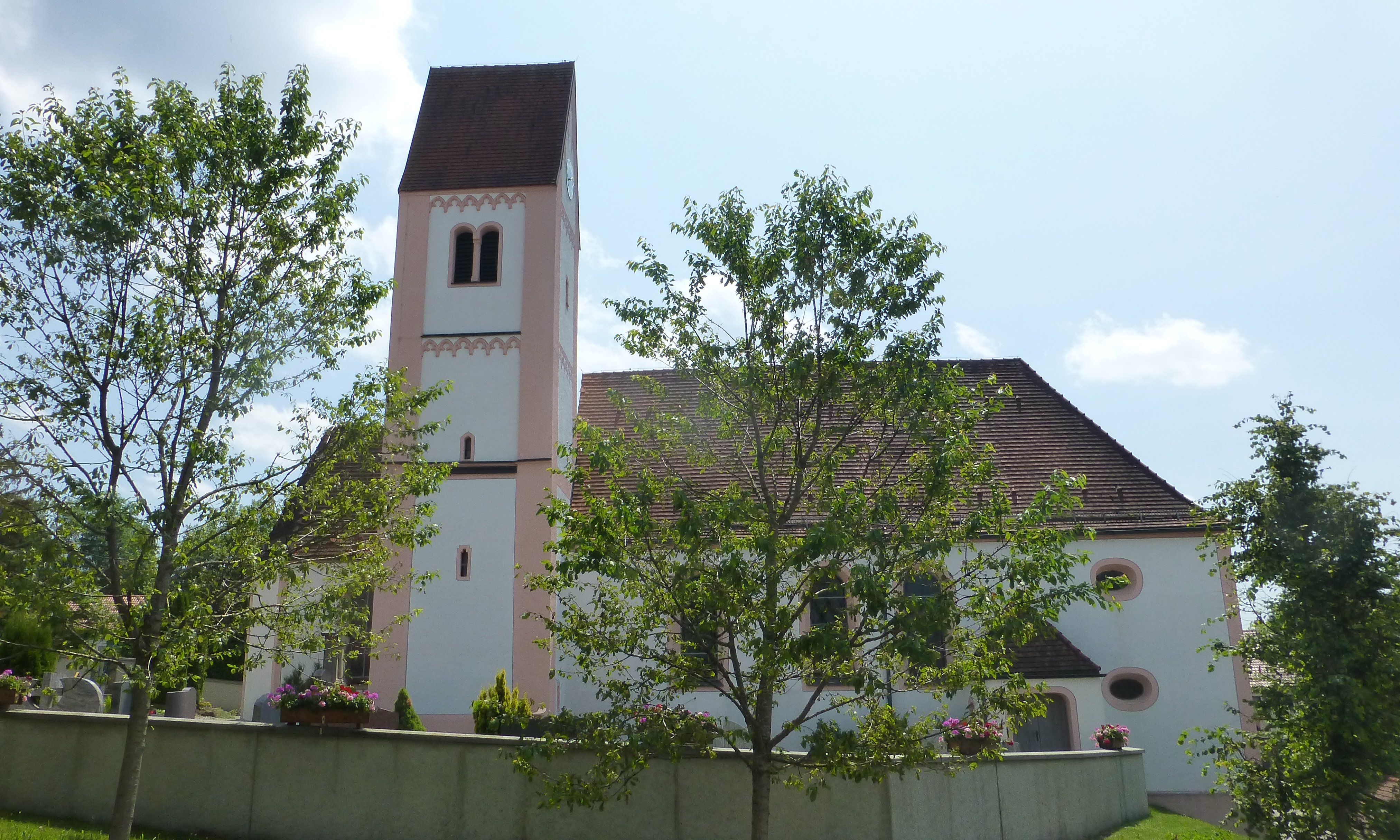
Pfarrkirche St. Ulrich

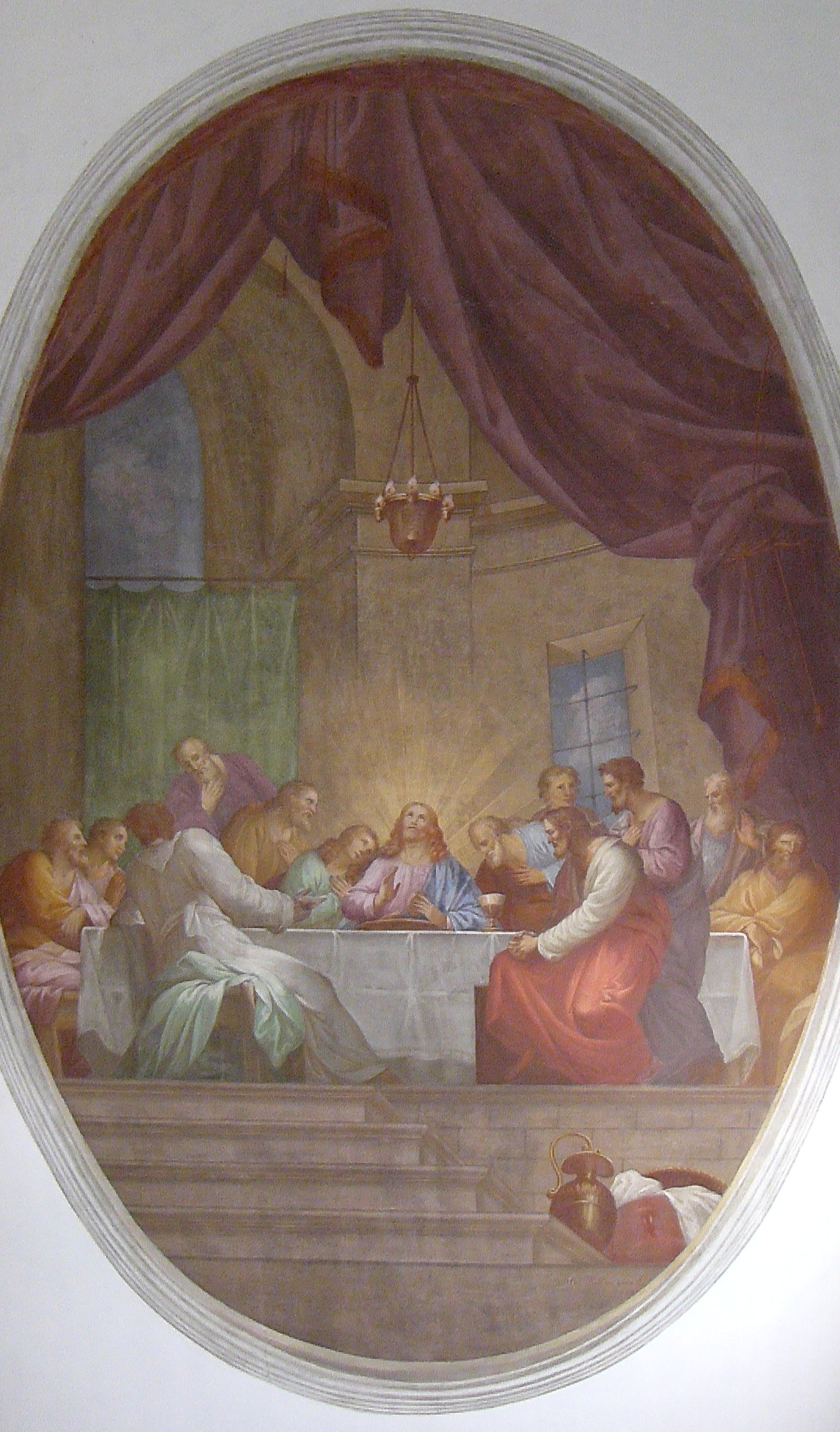
Chorfresko in St. Ulrich von Alois Keller

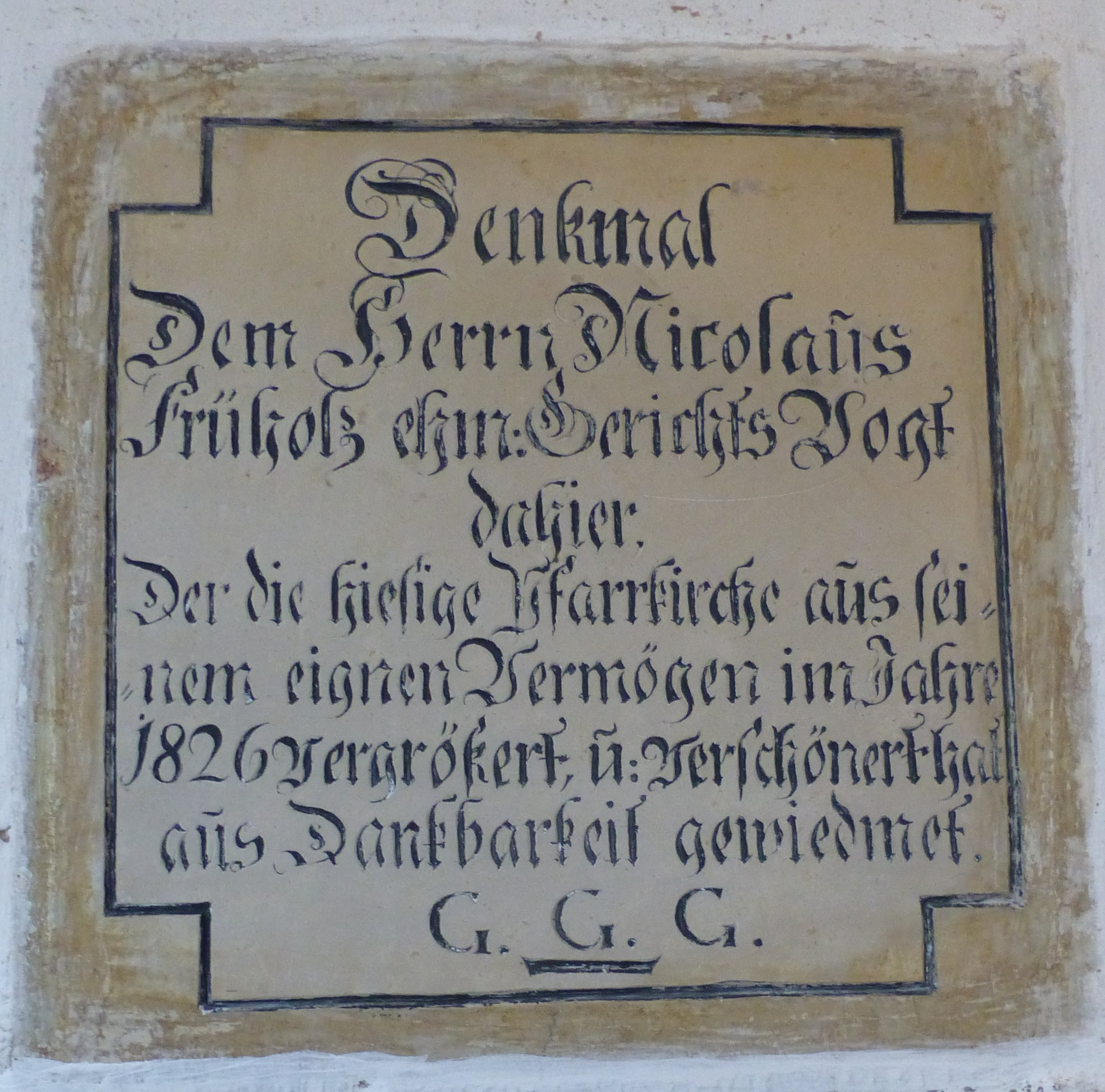
Gedenktafel für Nikolaus Früholz

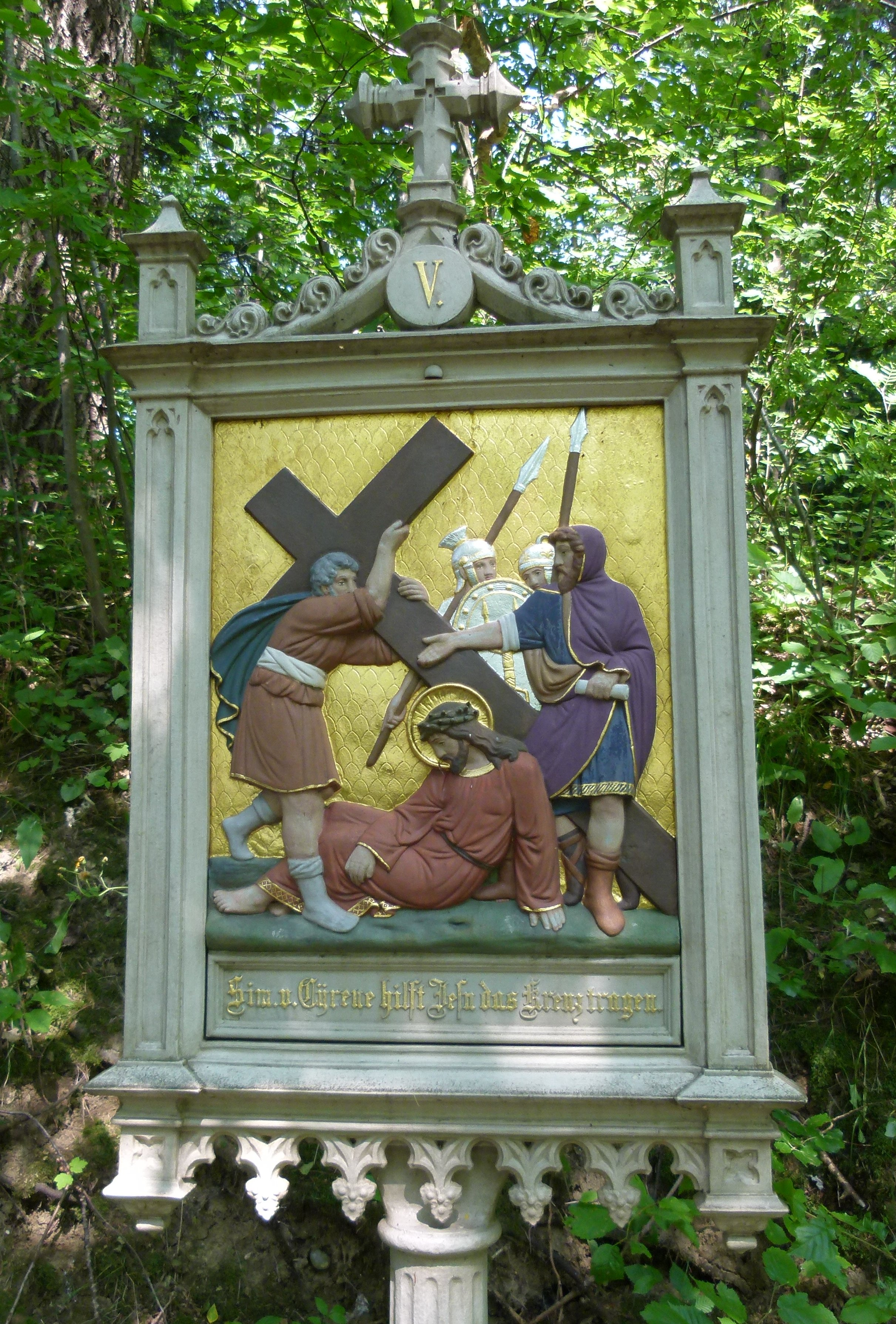
Kreuzwegtafel am „Kalvarienberg“

## Geschichte
Der Ortsname wird auf einen Personennamen „Hemmo“ zurückgeführt, also „beim Haus/bei den Häusern des Hemmo“. Der Ort hat 239 Einwohner (Stand: 31. Dezember 2018).
Emmenhausen zählt zu den wenigen Orten, die bereits bei der Wildbannverleihung durch König Heinrich IV. an Bischof Heinrich von Augsburg im Jahre 1059 erwähnt werden.
Im 12. Jahrhundert benennt sich ein hochstiftisches oder welfisches Dienstmannengeschlecht nach dem Ort. Genannt werden Werimar de Emmenhausa, der Zeuge bei einer Schenkung an das Kloster St. Ulrich in Augsburg ist, und in der 2. Hälfte des 12. Jahrhunderts Wernherus de Emmenhusa. Er ist in der Umgebung welfischer Ministerialen Zeuge einer Schenkung an das Kloster Polling.
Im 14. Jahrhundert war der Ort in Besitz der Ritter von Nordholz, die ihren Stammsitz bei Illertissen hatten. 1360 versetzten die Brüder Wigelais, Pilgrim und Eitel von Nordholz ihre Burg Emmenhausen samt Zugehörde, Kirchensatz, Zoll und einer Wiesmahd auf dem Lechfeld an den Mann ihrer Schwester Afra, Otto Zwerger. Weil das Pfand nicht wieder eingelöst wurde, verkaufte 1386 die Afra als Witwe den Besitz an Eita von Lichtenau, Witwe des Johann Schönstetter. 1402 überließ diese Turm, Burgstall und das Dorf Emmenhausen mit Zwinger und Bännen ihrem Vetter Manz von Lichtenau, der ihr jedoch die lebenslange Nutznießung der Güter zugestand. Im Jahre 1420 schließlich verkaufte Manz den Besitz als frei, vogtbar, unsteuerbar, undienstbar und unzinsbar an den Kaufbeurer Bürger Ulrich Honold (* um 1390; † 1466).
Die Patrizierfamilie Honold vom Luchs besaß Emmenhausen über fünf Generationen.  Der letzte männliche Nachkomme der Emmenhausener Linie war Hans Honold (* um 1520, † 1592). Er wurde 1538 geadelt und nannte sich nun Hans Honold von und zu Emmenhausen.
Von ihm wird berichtet, dass er als Student in Wittenberg Tischgenosse von Martin Luther gewesen sei. Sicher ist, dass er sich schon frühzeitig der Reformation angeschlossen und in seiner Herrschaft den neuen Glauben eingeführt und sehr gefördert hat.
Als die Maßnahmen der Gegenreformation auch in Emmenhausen spürbar wurden, ermahnte seine Tochter Felizitas die Untertanen, ihrem evangelischen Glauben treu zu bleiben oder auszuwandern.
1609 verkauften dann die Erben von Hans Honold, wohl auf Druck des Herzogs Maximilian I. von Bayern, ihre Herrschaft Emmenhausen an das Kloster Heilig Kreuz in Augsburg, das die Rekatholisierung der Bevölkerung betrieb. Bis zur Säkularisation im Jahre 1803 blieb Emmenhausen im klösterlichen Besitz und wurde durch einen Vogt verwaltet.
Das 1474 erbaute Schloss Emmenhausen wurde 1826 abgetragen.

## Selbständige Gemeinde
Nach dem Übergang des Klosterterritoriums an das Kurfürstentum Bayern entwickelte sich Emmenhausen mit den Gemeindeedikten von 1808 und 1818 zu einer selbständigen Gemeinde, die zunächst von einem Gemeindevorsteher geleitet wurde. Er hatte in dem zentralistisch regierten bayerischen Staat nur Verwaltungsaufgaben. Mit der zunehmenden Demokratisierung und der Verlagerung der Aufgaben nach unten entstand das Amt des Bürgermeisters. Von ihnen sind in Emmenhausen bekannt:
| Name           | Zeit    | Hausnummer |
| -------------- | ------- | ---------- |
| Joseph Mayr    | ab 1850 | Hs.-Nr. 5  |
| Xaver Dacher   | ab 1860 | Hs.-Nr. 24 |
| Georg Unsinn   | ab 1870 | Hs.-Nr. 17 |
| Johann Settele | ab 1876 | Hs.-Nr. 18 |
| Leonhard Vogel | ab 1894 | Hs.-Nr. 10 |
| Martin Settele | ab 1901 | Hs.-Nr. 51 |
| Alois Brem     | ab 1933 | Hs.-Nr. 1  |
| Hans Vögele    | ab 1937 | Hs.-Nr. 40 |
| Joseph Spies   | ab 1945 | Hs.-Nr. 38 |
| Thomas Miller  | ab      | Hs.-Nr. 28 |

Im Zuge der Gebietsreform in Bayern wurde die selbständige Gemeinde Emmenhausen 1971 aufgelöst. Sie ist nun ein Ortsteil der Gemeinde Waal.

## Wappen
Das Wappen wurde durch Entschluss des Bayerischen Staatsministeriums des Inneren am 13. Oktober 1950 der Gemeinde Emmenhausen verliehen. Es stellt in Blau ein sechsspeichiges goldenes Rad dar, auf dem ein goldenes Tatzenkreuz steht.
Rad und Kreuz sind die Wahrzeichen im Wappen ehemaliger Grundherren des Ortes:
- Ein silbernes Rad führte das schwäbische Uradelsgeschlecht von Nordholz als Schildfigur. Aus heraldischen Gründen wurde es im Gemeindewappen in Gold tingiert.
- Das goldene Kreuz geht auf das Klosterwappen des Augustinerchorherrenstifts in Augsburg zurück.[6]

## Pfarrkirche
Emmenhausen ist seit alter Zeit eine eigene Pfarrei. Zu ihr gehört auch die benachbarte Ortschaft Bronnen mit der Kirche St. Margaretha. Auch Bronnen ist ein alter Besitz der Familie Honold und des Klosters Heilig Kreuz. Inzwischen bilden Waal, Emmenhausen, Bronnen und Waalhaupten eine Pfarreiengemeinschaft mit Sitz des Pfarrers in Waal.
Die Kirche in Emmenhausen ist dem Hl. Ulrich gewidmet. Sie wurde 1488 von den Honolds neu erbaut. 1832 wurde sie auf Kosten des „Gerichtsvogts“ Nikolaus Frühholz im Chor und im Langhaus verlängert. Eine Tafel in der Kirche erinnert noch heute an ihn.
Von 1890 bis 1901 war Pfarrer Franz S. Ringmeier Seelsorger in Emmenhausen. Er kaufte 1890 einen Hügel unweit der Kirche, auf dem ehemals ein Burgstall der Herren von Nordholz stand. Hier ließ der Pfarrer einen Kreuzweg anlegen. Den Tag des Patroziniums vom Hl. Ulrich feiert die Pfarrgemeinde mit einer Messe vor einer Lourdesgrotte am Fuße des Hügels.